# Wanderpokal für DDR-Oberliga-Reservemannschaften
Der Wanderpokal für die DDR-Oberliga-Reservemannschaften im Fußball wurde 1959 ins Leben gerufen und bis 1968 vergeben.
Am 27. Januar 1959 erschien in der Fußballfachzeitung fuwo ein kritischer Artikel zu den Spielen der Mannschaften der Oberligareserve. Insbesondere wurde das geringe Interesse der Klubs und Gemeinschaften und auch der Zuschauer thematisiert. Auch die fuwo hatte die Reserve-Ergebnisse jeweils nur als Fußnote zu den Spielberichten der DDR-Oberliga-Mannschaften veröffentlicht und nur am Saisonende die Abschluss-Tabelle abgedruckt. Im Ergebnis der breit angelegten Diskussion bot die Redaktion an, zur Schaffung einer echten Wettbewerbssituation den „fuwo-Pokal der Reservemannschaften“  als Wanderpokal zu stiften und ihre Berichterstattung hinsichtlich der Spiele der Oberligareserven zu erweitern. Der Reserve-Meister sollte neben dem Pokal mit einer Auslandsreise belohnt werden.
Der erste Oberliga-Reserve-Meister wurde bereits in der Saison 1959 ermittelt, wobei die fuwo ihre Berichterstattung durch die Veröffentlichung der Mannschafts-Aufstellungen und des Abdrucks der jeweils aktuellen Tabelle erweiterte. Zum Saisonabschluss 1959 gab die Zeitschrift auf einer ganzen Seite mehreren Trainern Gelegenheit, sich zum Verlauf des Wettbewerbs zu äußeren, wobei nur positive Meinungen veröffentlicht wurden.
Zur Saison 1968/69 wurde anstelle der Reserve-Oberliga die Juniorenoberliga eingeführt. Bis dahin waren neun Gewinner des fuwo-Wanderpokals ermittelt worden:
- 1959 SC Dynamo Berlin
- 1960 ASK Vorwärts Berlin
- 1962 SC Wismut Karl-Marx-Stadt
- 1963 ASK Vorwärts Berlin
- 1964 SC Leipzig
- 1965 SC Dynamo Berlin
- 1966 BFC Dynamo
- 1967 BSG Chemie Leipzig
- 1968 1. FC Magdeburg